# 卡里涅纳
卡里涅纳，是西班牙阿拉贡自治区萨拉戈萨省的一个市镇。 总面积83平方公里，总人口3196人（2001年），人口密度39人/平方公里。